# Maxi (супермаркет)
Delhaize Serbia (пуни правни назив: Delhaize Serbia d.o.o. Beograd) или Delhaize Maxi, српски је ланац супермаркета чији је власник Ahold Delhaize, са седиштем у Београду. Основан 2000. године, ланац има 476 продавница у региону. До 2016. има 20,60% тржишног учешћа у Србији.

## Историја
је у Србији постао највеће малопродајно предузеће куповином предузећа C-market и Pekabeta. У марту 2011. Ahold Delhaize је купио ланац супермаркета Maxi од српског предузећа Delta Holding за 932,5 милиона евра.
Од 2013. Maxi и Tempo више не послују у Црној Гори и Албанији.
Од 2014. Maxi и Tempo више не послују у Босни и Херцеговини. Tropic Group из Бања Луке откупио је од власништво предузећа Delhaize BiH над 39 малопродајних супермаркета (Maxi, Tempo).
Током 2017. имали су највећу маржу у Србији.
Током 2022. године гледано по промету Delhaize Serbia био је највећи трговински ланац у Србији, са приходима од 134,5 милијарди динара.
Анализа маржи великих трговачких ланаца у Србији, коју је спровео Републички завод за статистику на анализи за један период 2023. године, показала је да Delhaize има највећу маржу на тржишту у износу 23.8 одсто.

## Локације

### Србија
се брзо проширио широм Србије, а планира да има ланац широм Балкана. Тренутно имају своје објекте у следећим местима:
| супермаркети: - Апатин - Аранђеловац - Ариље - Бачка Паланка - Београд - Бор - Бујановац - Чачак - Горњи Милановац - Јагодина - Кикинда - Крагујевац - Крушевац - Лазаревац - Лозница - Ниш - Нови Пазар - Нови Сад - Панчево - Параћин | - Пирот - Прибој - Пожаревац - Рума - Шабац - Смедерево - Сомбор - Сремска Митровица - Суботица - Топола - Ужице - Ваљево - Врање - Врбас - Вршац - Зајечар - Зрењанин | - Барајево - Бечмен - Богатић - Брус - Добановци - Качарево - Копаоник - Краљево - Лозница - Младеновац - Мрчајевци - Нова Пазова - Нови Бановци - Омољица - Пожега - Рашка - Угриновци | Tempo Centar: - Београд - Крагујевац (Делта Парк) - Краљево - Нови Сад - Ниш - Чачак - Ужице - Лозница |

## Галерија
- Један од објекта у Нишу (отворен 2022.)
- Један од објекта у Нишу (отворен 2022.)
- Један од објекта у Нишу (отворен 2022.)
- Објекат у Аранђеловцу